# Costa Rica zászlaja
1848-ban adoptálták az ötsávos kialakítást. A vörös szín hozzáadásával a forradalmi Franciaország zászlajának színeit kapták. A nemzeti jelvényt középen helyezték el. A zászló jelenlegi formáját és az emblémát 1964-ben fogadták el.
A hét csillag Costa Rica hét tartományát, a vulkánok az ország földrajzi viszonyait idézik (az Atlanti-óceán és a Csendes-óceán ölelésében). A nap a szabadság, a hajó a kereskedelem szimbóluma.